# 巴克利 (馬里蘭州)
巴克利（英語：Barclay）是一個位於美國馬里蘭州安妮女王縣的市鎮。

## 人口
根據2020年美國人口普查的數據，巴克利的面積為1.02平方千米，當中陸地面積為1.02平方千米，而水域面積為0.00平方千米。當地共有人口183人，而人口密度為每平方千米179人。